# Нандер (округ)
Нандер (маратхи नांदेड जिल्हा; англ. Nanded) — округ в индийском штате Махараштра. Образован 1 мая 1960 года. Административный центр — город Нандер. Площадь округа — 10 528 км². По данным всеиндийской переписи 2001 года население округа составляло 2 876 259 человек. Уровень грамотности взрослого населения составлял 67,8 %, что выше среднеиндийского уровня (59,5 %). Доля городского населения составляла 24 %.